# Галльський півень

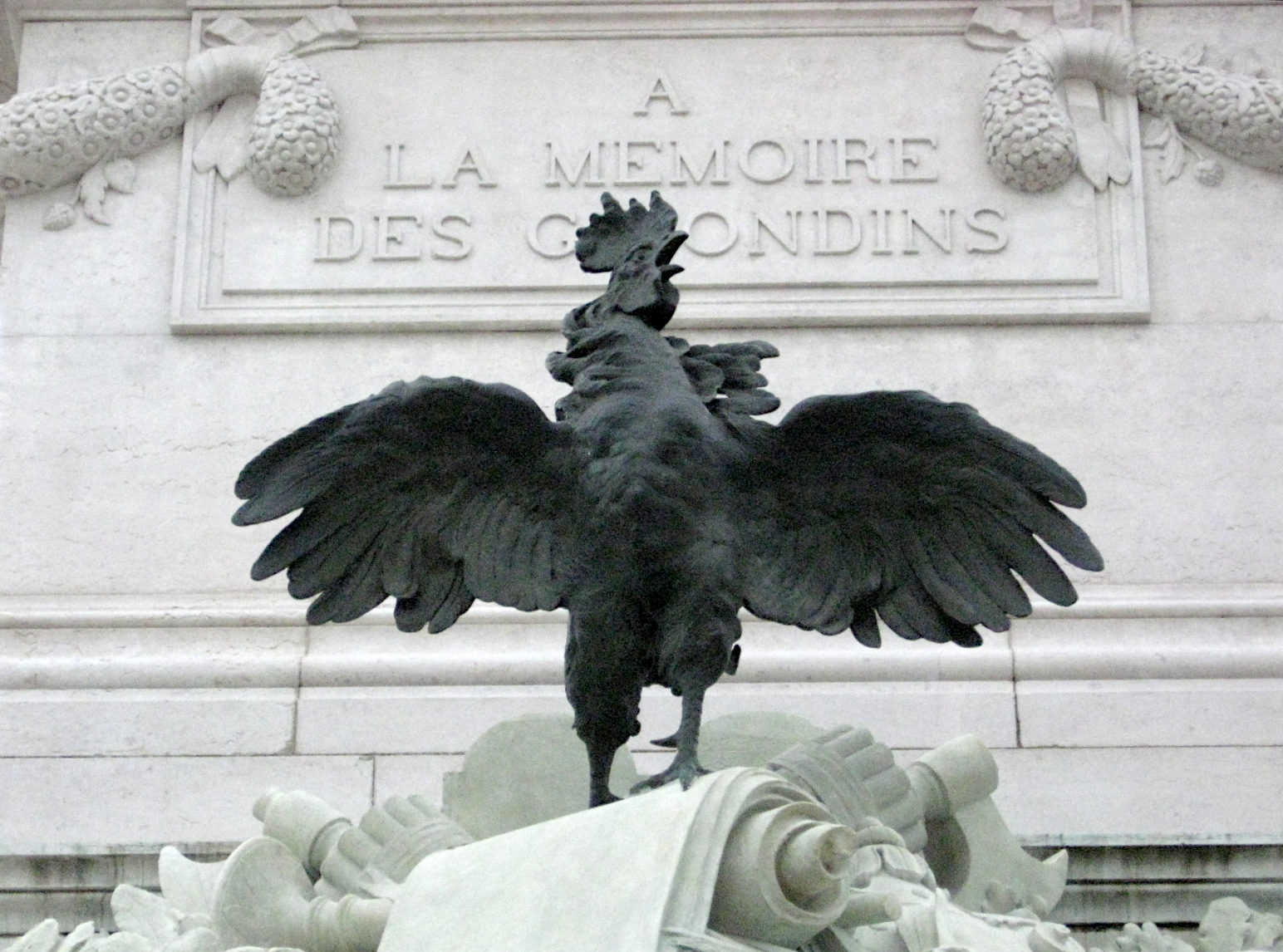
Галльський півень на монументі жирондинцям

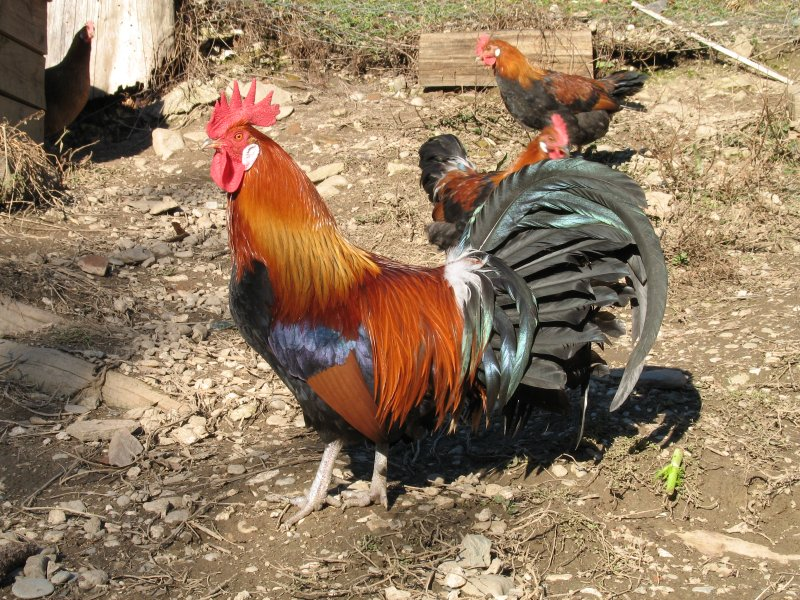
Галльський півень

Га́лльський пі́вень (фр. le coq gaulois) — національний символ французів (як нації).

## Символізм
В усіх народів світу домашню птицю — півня, окрім побутового призначення, супроводжував і певний символізм. Для всіх європейських народів цей задиркуватий та бойовитий птах вважався провісником. Адже його природна схильність — «стрічати схід сонця», згодом втілилася у віруваннях та забобонах народних (типовий солярний символізм — пов'язаний із сонячними фазами).

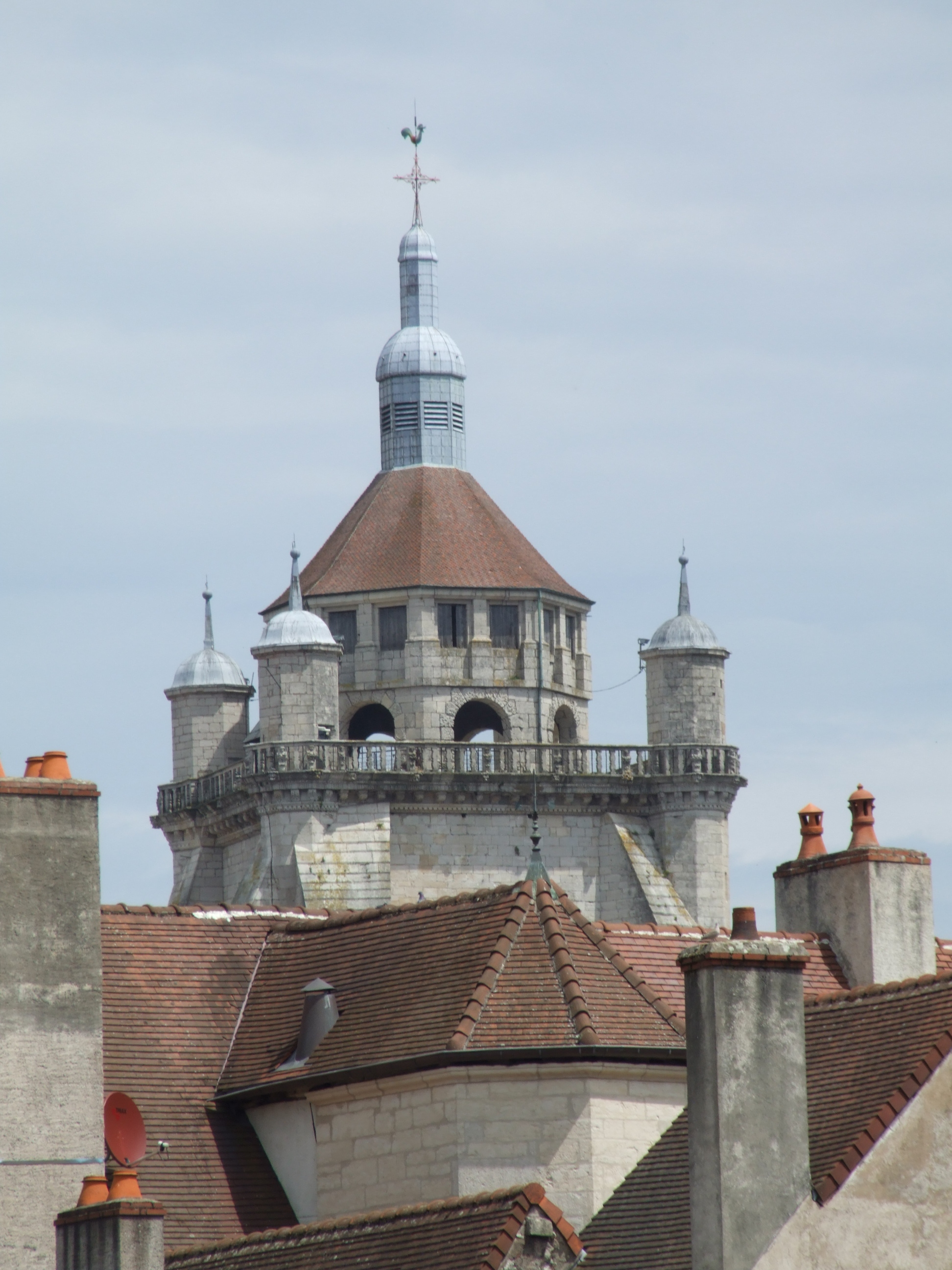
Галльський півень на даху Collégiale Notre-Dame

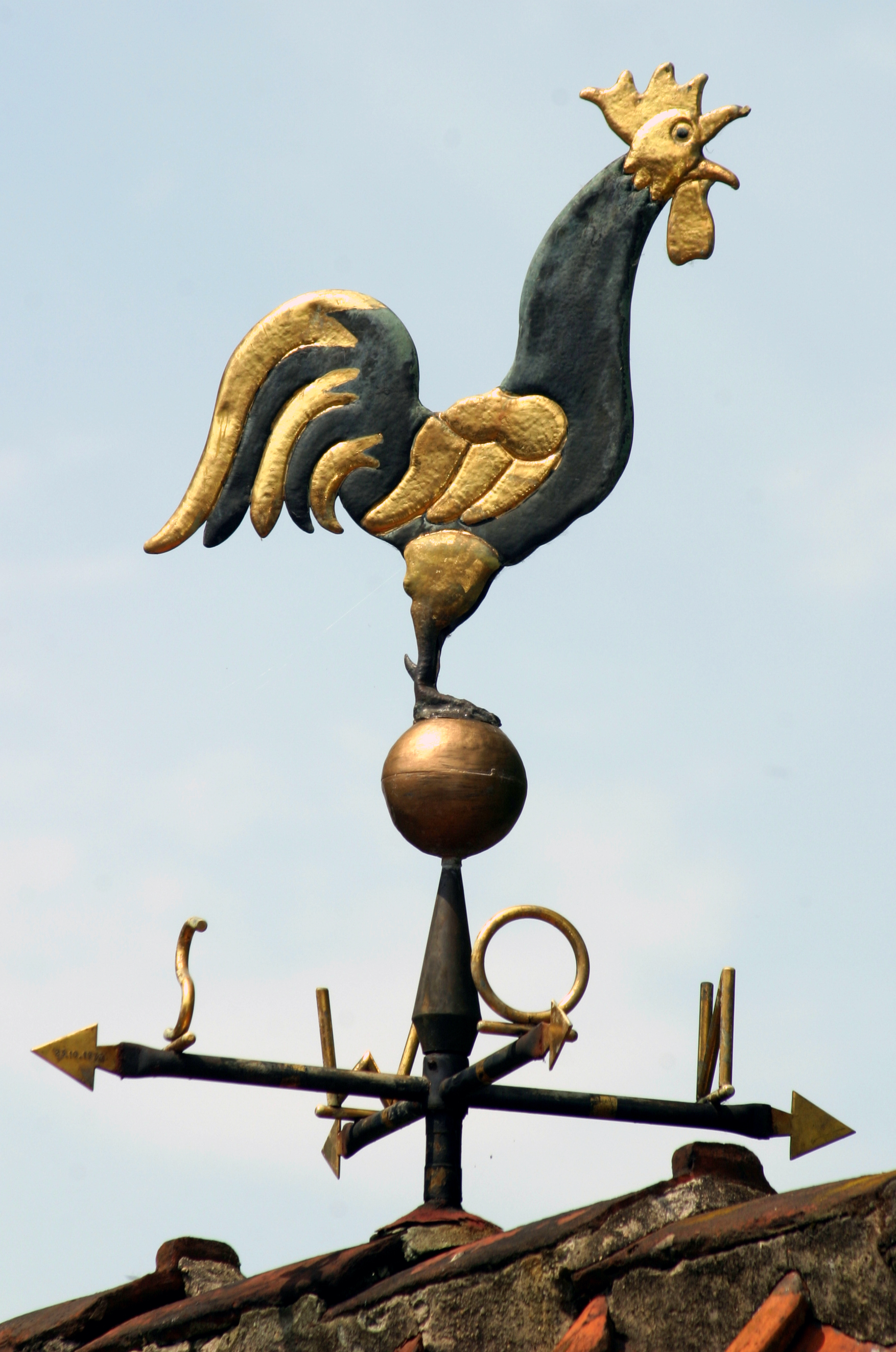
Галльський півень на даху (флюгер)

Так і для стародавніх римлян, ця птаха мала свій символізм. До наших днів дійшли різні такі вірування та символи. Одним з них стало омонімічне поєднання в римській мові найменування домашньої птахи півня — gallus та самого племені галлів — Gallus. Так, римський письменник який жив на початку нової ери (70-160 роках), історик Гай Светоній Транквілл відмітив у своїй роботі «De vita Caesarum» про використання римлянами омоніму «gallus». Хоча, ще на ті часи, не було певної об'єднуючої ознаки племен галлів, але, час за часом, в римських громадян відбувалися асоціативні поєднання ознак племені та ознак птиці. Уже в наші часи французький учений Адольф Блок роз'яснив, що в римлян закріпилася така назву галлів, оскільки вони всі були рудоволосими і вогненно-руді їхні чуби нагадували півнячі гребінці, а якщо додати характери/звички в поведінці то вони теж були поєднюючими (в уяві римлян, яким доводилося постійно відбиватися від задиркуватих та норовливих галлів).
У XV столітті король Карл VIII вибрав зображення півня як одну з емблем Франції. Цьому передувало значне суспільне сприйняття цієї птахи, підживлюване релігійними віруваннями. Адже після значного розвою християнства в час Середньовіччя — релігійними клерками частина вірувань та забобонів язичницьких часів переймалися та адаптувалися церквою. Так і гальського півня було персоніфіковано з символом воскресіння: як півень оголошує щоднини про прихід нового дня, так і християни чекають прихід того дня, коли Христос повернеться. Так гальський півень став символізувати провісника, який повинен пробудити тих, хто спить душею, хто лишається релігійно нестійким, наголошуючи про скорий прихід нового дня (месії). Крім того, церковники та побіжні люди пов'язували півня з історією про святого Петра, який, згідно з Євангелієм, повинен був «тричі відректися від Ісуса, перш ніж двічі заспіває півень». Таким чином, символічно, півень був свідком зради Петра, тому зображення півня часто розміщували на вежах, щоб нагадати чоловікам слабкість їхню духовну. А самих півнів персоніфікували з атрибут самого святого Петра, і до певної міри використовувалася, як релігійний символ, знак надії і віри.
Оскільки в часи Середньовіччя центр християнства (Папський престол) знаходився в Франції, то й не дивно, що найбільша релігійність/побожність була саме в цих краях, а відтак, і в своїй набожності та послідовності миряни цілком переймали церковні посили. Одним з таких посилів і було сприйняття гальського півня, як вибраного птаха. І доволі часто знатні родини почали використовувати зображення півнів на своїх геральдичних щитах, фігурах, постаментах. І, незабаром, мода на цю птаху, переросла у звичку, яку неодноразово запримічали сусідні народи, які таким чином почали висловлювати своє ставлення до французів (де по дружньому, а де й вороже — чи то висміюючи, чи насміхаючись).